# Райдерланд (громада)
Райдерланд (нід. Reiderland) — колишній муніципалітет у провінції Гронінген на північному сході Нідерландів, який був заснований у 1990 році під час великої муніципальної реорганізації. Колишні муніципалітети Фінстерволде та Бад Нойшанц були скасовані та додані до муніципалітету Беерта. У 1992 році новий муніципалітет отримав свою нинішню назву. У 2010 році він приєднався до муніципалітету Олдамбт.